# استان پهانگ نگا

نقشهٔ تایلند و جایگاه استان پانگ نگا.

استان پانگ نگا یکی از استانهای کشور تایلند است. مساحت آن ۴۱۷۰ کیلومترمربع می‌باشد. جمعیت این استان در سال ۲۰۰۰ بالغ بر ۲۳۴۰۰۰ نفر برآورد شده است .
استان پانگ نگا نظر تقسیمات کشوری بخشی از ناحیه جنوب تایلند به حساب می آید. مرکز این استان شهر پانگ نگا است.